# 幻のメロディー
『幻のメロディー ～大野克夫 幻のデモテープ音源～』（まぼろしのメロディー おおのかつお まぼろしのデモテープおんげん）は、日本の作曲家、編曲家、キーボーディスト、音楽プロデューサーの大野克夫が制作した楽曲の、デモテープを収録したアルバム。

## 解説
収録された音源は、レコード制作過程において関係者しか聴くことができなかったものであり、大野本人が所有している当時のデモテープをそのままマスタリングし、CDにまとめた。2023年より各種音楽サブスクリプションサービスにて一部楽曲を除き解禁された。
- 幻のメロディー VOL.1（UN DOUGHNUTS LABEL、2003年12月21日）
- 幻のメロディー VOL.2（UN DOUGHNUTS LABEL、2004年10月20日）
- 幻のメロディー VOL.3（UN DOUGHNUTS LABEL、2004年10月20日）
- 幻のメロディー VOL.4（UN DOUGHNUTS LABEL、2005年10月14日）
- 幻のメロディー VOL.5（UN DOUGHNUTS LABEL、2008年7月10日）

## 収録曲
全作曲・演奏・歌：大野克夫
幻のメロディー VOL.1（2003年12月21日）
1. ダーリング
2. 酔いどれ関係
3. ダーリンすべてを忘れようじゃないか
4. ロマンス未満
5. Room No. 1929
6. 君が泣くのを見た
7. アハハのハ
8. 横浜いれぶん
9. 時の過ぎゆくままに
10. ラム酒入りのオレンジ
11. お嬢さんお手上げだ
12. Just Now
13. だけど I Love You
14. ロンリー・ウルフ
15. ヤマトより愛をこめて

幻のメロディー VOL.2（2004年10月20日）
1. 勝手にしやがれ
2. OH! ギャル
3. 私生活のない女
4. 5マイルアヘッド
5. 真夏日
6. 灯りを消して
7. 都会のリズム
8. 恋の気分に
9. 絹の部屋
10. 指
11. ママ……
12. 謎とき遊び
13. ローリング・オン・ザ・ロード

幻のメロディー VOL.3（2004年10月20日）
1. 二枚目酒 (居酒屋PartⅡ)
2. 大人のつきあい
3. 最后にもひとつ
4. 寂しい酒場の唄
5. 今ふたたびポニーテールを
6. 南十字星が見える町から
7. 小春日和
8. 故郷
9. 二人は踊った
10. 港町三文オペラ
11. 砂時計
12. サガン
13. せめて別離に
14. 杯に歌のせて

幻のメロディー VOL.4（2005年10月14日）
1. 明日帰ります
2. 独白～モノローグ
3. さよならの言葉は云わないで
4. 第二章・くちづけ
5. カーメルの画廊にて
6. ラビアンローズ
7. あなたにBETTERぼれ
8. ファドが聴こえる
9. 抱きしめる、という感じ
10. 噂のファニーガール
11. めらんこりい白書
12. メモリー・ファイル
13. 今夜のあなた
14. さよならを想い出に変えて

幻のメロディー VOL.5（2008年7月10日）
1. NEVER STOP チェンジマン
2. GREAT PASSION ～情熱の嵐～
3. LOVE FOREVER
4. 五星戦隊ダイレンジャー
5. 俺たち無敵さ!!ダイレンジャー
6. 泳ぐ人
7. ミスターBON
8. 祭ばやしが聞こえるのテーマ
9. 冒険者たち
10. いつかどこかであなたに会った
11. それぞれのユートピア
12. 何故
13. 光と影の中を
14. パラダイス・コネクション
15. TOMORROW